# Шреддер (Черепашки-ніндзя)
Шреддер (англ. the Shredder, досл. «той, хто ріже (рве) на дрібні шматочки»), справжнє ім'я — Ороку Сакі (яп. 咲五六). Головний антагоніст мультсеріалів і коміксів про черепашок-ніндзя. Уперше з'явився вже в першому коміксі «Teenage Mutant Ninja Turtles», № 1, 1984 «Mirage Studios. Volume 01».
У 2009 році Шреддер посів 39-те місце в списку 100 найбільших лиходіїв з коміксів за версією IGN.

## Комікси

### Mirage та Image

#### Ороку Сакі

Шреддер в коміксах Mirage

В оригінальних коміксах від Mirage Comics, Ороку Сакі — молодший брат Ороку Нагі, якого вбив Хамато Йоші, після чого Йоші тікає в США.
Розсердившись на Йоші за вбивство брата, Сакі став одним з ніндзя Фут. Він швидко став одним з найкращих Футів і його відправили очолити американську філію. Працюючи в Америці під псевдонімом «Шреддер», Сакі скористався можливістю і вбив Йоші, разом з його жінкою. Після помсти, маючи повну владу над американськими Футами, Шреддер почав брати участь у контрабанді наркотиків і зброї.
Через тринадцять років Шреддер зустрівся з черепахами-ніндзя. Після тривалої битви на даху, Сакі здавалося б переміг, але Леонардо прохромив його катаною. Переможеному Шреддеру черепахи пропонують зробити харакірі, але Сакі вирішив забрати з собою черепах і витягнув гранату. В останню секунду Донателло скинув Сакі з будівлі і він помер.
Але це не був кінець для Шреддера. Перед Різдвом він повернувся разом зі своєю армією Футів, жорстоко побив Леонардо і спалив до тла будинок Ейпріл О'Ніл, змусивши героїв ховатися за містом. Через рік, в історії «Return To New York», черепашки повернулися в місто, аби поквитатися зі Шреддером. Леонардо дізнається, що це не справжній Ороку Сакі, а його клон. Після тривалої битви, Лео обезголовлює Шреддера, після чого черепахи спалюють його тіло.

#### Інші версії Шреддера
Протягом значної частини коміксів Image, псевдонім та обладунки Шреддера використовує Рафаель. Та чарез деякий час з'являється таємнича Леді-Шреддер і кидає йому виклик. Ґарі Карлсон підтвердив, що Леді-Шреддер — це Караі.

### Archie
Комікси Archie частково основані на мультсеріалі 80-х і тому Шреддер з цих коміксів сильно схожий на свого тезко з мультсеріалу.
Ця версія Сакі набагато жорстокіша і небезпечніша за версію з мультсеріалу. Його остаточна доля після фінальної битви з черепахами залишилася в таємниці. Скоріш за все, він і далі продовжував бути головним ворогом черепах.

### IDW
У феодальній Японії Ороку Сакі був високопоставленим членом клану Фут, разом з Хамато Йоші. Вже скоро Сакі отримав звання Йоніна (лідера Футів). Після висловлення своєї невдоволеності Соші про спосіб керівництва Сакі, останній послав ніндзя вбити Хамато і всю його сім'ю.
За допомогою Кіцуне, Сакі знаходить регенеративний мул з Утрому, щоб зберігати своє тіло багато століть, доки його не пробудить нащадок — Ороку Караі. Будучи в стані стазвсу, Шреддер дізнався свою долю. Спершу він буде керувати Земним світом, але потім помре і його душа потрапить в Потойбічний світ. Але Сакі обіцяє змінити свою долю і завоювати ще й Загробний світ.
Шреддер вперше з'являється в мікро-серії #1, а на останній сторінці випуску № 9 одягає свої обладунки. Спершу Ден Дункан хотів намалювати Шреддера як «Велетенського Монстра», але потім передумав.
Готуючись до майбутньої битви за владу, Шреддер пропонує Сплінтеру приєднатися до нього, але той, будучи перевтіленим Хамато Йоші, відмовляється. Сакі дізнається, що Сплінтер — це Йоші і нападає на нього, майже вбивши, але прибувають черепахи і рятують свого батька. Пізніше, знову скориставшись допомогою Кіцуне, підкорює собі Леонардо. Після того, як чарепахи і Сплінтер рятують Лео, Шреддер об'єднується з Кренґом. Але після битви з черепахами, стає відомо, що Шреддер вкрав технології Кренґа, аби створити армію мутантів.
У випуску № 50, Шреддер зіткнувся зі Слінтеном і черепахами у фінальній битві, в якій програв, після чого передав владу над Футами Караі. Пізніше Сакі знову стикається зі Сплінтером і той убиває Шреддера.
Шреддер мусить появитися в міні-серії «Shredder in Hell».

## Телебачення

### Мультсеріал 1987-го
У мультсеріалі 80-х Ороку Сакі і Хамато Йоші були членами Клану Фут. Після того, як Сакі підставив Йоші й звинуватив його у вбивстві сенсея, Хамато довелося тікати в Нью-Йорк, де він жив у каналізації з чотирма черепахами.
У наступні роки Ороку Сакі очолив Футів і взяв собі псевдонім Шреддер. Він прибув у Америку і знайшов Йоші. Спробувавши вбити свого ворога, Шреддер скинув його в каналізацію, де той, через мутаген, мутує разом з черепахами. Також Сакі зустрів інопланетянина Кренґа і об'єднався з ним для захоплення світу.
В мультсеріалі його озвучують Джеймс Авері, Вільям Е. Мартін, Доріан Харвуд, Пат Фрейлі, Джим Камінгс і Таунсенд Коулман.

### Наступна Мутація
У цьому шоу Шреддер знову є головним ворогом черепах. Ще одна злодійка шоу, Венера, бере Сакі під контроль і використовує в своїх цілях. Після розпаду клану Фут, Шреддер жив на вулицях Нью-Йорка. Пізніше, воїни звання Господа Дракона атакували його, аби відібрати медальйон, який був у Сакі в розпорядженні. Сплінтер рятує Шреддера і відводить його в лігво черепах. Був натяк, що Сакі повернеться до спроб знищити черепах, але серіал закрили.

### Мультсеріал 2003-го
В мультсеріалі усіх Шреддерів, окрім Караі, озвучує Скотті Рей. Караі озвучує Карен Неіл.

#### Шреддер Утром

Шреддер Утром в екзо-костюмі

Шреддер Утром є головним ворогом цього мультсеріалу. Він напряму пов'язаний зі створенням черепах. Після того, як мільйони життів були загублені злодієм Чреллом, його братам утромам вдалося схопити його. Під час перевезенню його на Утром, Чреллу вдалося вирватися і спровокувати падіння корабля в Японії 11-го століття. Через відсутність можливості повернутися додому, утроми створили собі екзо-костюми, щоб сховатися серед людей. Один з таких костюмів викрав Чрелл. Злодій взяв собі ім'я древнього демона — Шреддера, після чого заснував клан ніндзя Фут, який до 20-го століття перетворився на величезну підпільну кримінальну імперію. Пізніше, він удочерив покинуту дівчинку на ім'я Караі, навчив її ніндзюцу і вона стала його правою рукою. Через деякий час Шреддер створює філію в Нью-Йорку, де на його думку ховаються утроми і переїжджає туди. В місті Чрелл знаходить Хамато Йоші, одного з захисників утромів і вбиває його, коли той відмовляється розкрити їхнє місце знаходження. Під час боротьби пацюк Йоші потрапляє в каналізацію, де через мутаген утромів мутує разом з чотирма черепашками. Коли черепахи виростають, Шреддеру доводиться зустрітися з ними і він стає їхнім головним ворогом.
Черепахи і Сакі стикалися знову і знову, але кожен раз Шреддеру якимось дивом вдавалось вижити і після згорання в закинутій будівлі, і після падіння з висоти, і навіть після відсічення його голови. Під час допомоги утромам тікати додому, черепахи нарешті дізнаються істинну сутність Шреддера, після чого будівля утромів вибухає. Але і на цей раз Чрелл вижив, після чого його доглядала дочка Караі, яка прибула в місто, щоб зупинити війну банд. За допомогу з боку черепах, вона заключила з ними договір про мир, але як тільки Сакі прийшов у себе, то почав будувати план помсти рептиліям, який зрештою провалюється. Після вторгнення на Землю трицератонів, Сакі стає рятівником міста і спонсорує усі відбудови в ньому, таємно збираючи технологій трицератонів, щоб зібрати корабель і втекти з планети. Коли корабель нарешті був збудований, до Чрелла ввірвалися черепахи і агент Бішоп. Не зважаючи на тяжкі пошкодження, корабель вийшов на орбіту, разом з черепахами, Сплінтером і професором Ханікатом. Чрелл одягнув свій новий екзо-костюм і легко переміг героїв. Тоді мутанти вирішують пожертвувати собою, аби знищити корабель Шреддера. Корабель вибухає, але за допомогою телепорту утроми рятують з нього всі форми життя. На Утромі над Чреллом проводять суд, після чого його оголошують винним і відправляють доживати всі його майбутні роки на холодному астероїді.
Також в мультсеріалі є ще одна версія Шреддера Утрома. В серії «Same As It Never Was» Донателло потрапляє в паралельний світ, де Чрелл переміг і захопив владу на Землі. Також він убив тутешнього Донателло, Сплінтера і Кейсі Джонса, відрізав руку Майкі і виколов око Рафаелю. Під час атаки на Шреддера з цього світу, той вбиває Мікеланджело, а Рафа і Леонардо вбиває Караі. В кінці виживають лише Дон та Ейпріл, але черепасі вдається знищити Чрелла за допомогою Тунеллера.

#### Тенгу Шреддер
Тенгу Шреддер це демонічна істота, що жила в древній Японії. Коли Тенгу був на межі смерті, він вселився в тіло видатного воїна, відомого як Ороку Сакі, але зрештою був переможений Трибуналом Ніндзя. Його тіло, шолом і рукавиця були розділені і заховані. У 21-му столітті його звільнили п'ятеро ніндз-містиків, що змусило Трибунал завербувати у своє військо черепах і чотирьох людей. Піднявшись з мертвих, Демон розібрався з фальшивим Шреддером — Караі, після чого почав перетворювати Нью-Йорк на своє королівство з демонами і монстрами. Щоб зупинити його, черепахи просять допомоги у Караі, Бішопа, Сил Справедливості і навіть Пурпурових Драконів. У замку Тенгу починається битва. Він легко перемагає їх усіх, але черепахам вдається виманити його звідти, щоб Караі, яка має зв'язок з демоном через обладунки, послабила його. Остаточно Тенгу помирає від меча Хамато Йоші, чию душу прикликали черепахи.

#### Кібер Шреддер
Кібер Шреддер є головним антагоністом сьомого і останнього сезону. Коли черепахи і Сплінтер повертаються в свій час, їм намагається помститися Вірус, їхній ворог з майбутнього. Вона входить у систему даних клану Фут, де її поглинає Кібер Шреддер — цифрова версія Чрелла, яку той створив на випадок, якщо помре. Після декількох стичок з черепахами в кібер-просторі, Шреддер вирішує вирватися зі своєї в'язниці. Йому вдалося захопити весь Нью-Йорк, але його зупинили черепахи та Кейсі. Потім Шреддер повернувся і напав під час весілля Кейсі та Ейпріл. Разом зі своїми численними союзниками, черепахи і Сплінтер перемагають і знищують Кібера за допомогою декомпілятора, який раніше вони використовували проти Віруса.

#### Караі-Шреддер
Караі стає Шреддером після смерті свого батька. Вже скоро її зраджують ніндзя-містики, до яких вона ставиться набагато гірше, ніж Чрелл. Містики маніпулюють агентом Бішопом і той посилає черепах викрасти йому амулет, що керує цими магами. Коли містики повертають Тенгу Шреддера до життя, він атакує штаб-квартиру Футів, за використання свого імені Караі. В фінальній битві, за допомогою своїх обладунків, звязаних з демоном, дівчина ослабила Шреддера і того вбив дух Хамато Йоші.

### Мультсеріал 2012-го
В цьому мультсеріалі Ороку Сакі був добрим другом Хамато Йоші, але вони були закохані в одну дівчину. Дівчина вибрала Йоші і скоро в них народилася дочка. Це дуже розсердило Сакі. Він спалив їхній будинок, вбив жінку Йоші, а дочку вкрав і виростив сам, давши їй ім'я Караі. Час минає і Сакі дізнається, що Хамато Йоші вижив. Шреддер переїжджає в Нью-Йорк, куди втік Йоші і наймає бандинтів Пурпурових Драконів, разом з божевільним вченим Бакстером Стокманом, щоб ті знайшли і вбили Хамато. Багато часу він витратив на пошуки лігва черепах, знаючи, що їхній майстер Сплінтер — це Хамато Йоші. Після вторгнення на Землю утромів, він стає головним кримінальним авторитетом Нью-Йорка. В четвертому сезоні він зійшовся в битві зі Сплінтером, але програв. Через деякий час він повернувся і перетворився нс мутанта, але герої знову його перемогли. Невдовзі він повертається і навіть убиває Сплінтера, але сам помирає від рук Леонардо.
Ця версія Шреддера має доволі спотворене лице і незряче праве око. Також його броня на руках і ногах набагато масивніша, ніж в його попередників, хіба що окрім Чрелла.

## Фільми

### Черепашки-ніндзя (1990)

Джеймс Саіто в ролі Шреддера

У першому фільмі Ороку Сакі і Хамато Йоші були суперниками, які обоє закохалися в дівчину на ім'я Тан Шен. Шен, яка кохала тільки Йоші, запропонувала йому втекти в США, що вони й зробили. Сакі вирушив за ними до Нью-Йорка і вбив Тан Шен. Коли Хамато прийшов додому і побачив труп Шен, Шреддер убив і його. Домашня тваринка Йоші, Сплінтер, зміг втекти, залишивши на обличчі Сакі шрам. Сакі натомість встигає лише надрізати вухо пацюка.
Шреддер створює в Нью-Йорці філію клану Фут. Ніндзя Сакі вербують підлітків і навчають їх ніндзюцу, щоб зробити з них кваліфікованих злодіїв і вбивць. Дізнавшись, що репортерша Ейпріл О'Ніл веде розслідування щодо зв'язку клану Фут і недавньої хвилі злочинів, Шреддер посилає ніндзя убити дівчину. Ейпріл рятує Рафаель, але також приводить Футів в черепашаче сховище. Туди прибуває Шреддер і викрадає Сплінтера, в той час як його ніндзя шукають черепах.
Після того, як черепахи здолали Футів, вони зійшлися у битві зі Шреддером. Сакі перемагає усіх чотирьох і бере у полон Лео, змушуючи його братів кинути зброю на землю. Несподівано з'являється Сплінтер і вони зі Шреддером починають битися. Сплінтер скидає Сакі з даху і його розплющує в сміттєвозі.

### Черепашки-ніндзя 2: Таємниця смарагдового зілля
Черепахи вважають, що Шреддер помер, але тому вдалося вижити і він почав планувати свою помсту рептиліям. Шреддер відправляє своїх ніндзя слідкувати за Ейпріл, яка може привести їх до черепах. За допомогою своїх ніндзя, Сакі дізнається про таємничий мутаген T.G.R.I., який спричинив мутацію черепах і Сплінтера. Шреддер наймає Тацу для отримання зразку мутагена, а також викрадає дослідника Джордана Перрі. Використовуючи мутаген, Сакі створює двох своїх власних мутантів — Токку і Разара. Спершу Шреддера дратує інфантильність мутантів, але потім він знаходить це дуже корисним для маніпулювання ними.
Після невдалої спроби вбивства черепах, Шреддер випускає своїх мутантів на вулиці міста. Фути передають через Ейпріл повідомлення черепахам про те, що Сакі чекає їх на будівельному майданчику. Після демутування монстрів Шреддера та перемоги над Тацу в нічному клубі, прибуває і сам Ороку Сакі. Він загрожує мутувати невинну жінку, але черепахам вдається скинути його з будівлі. Спустившись в низ, черепахи бачать мутованого Шреддера-гіганта. Той починає переслідувати їх, але обрушує на себе будівлю поряд і помирає.
У цьому фільмі його грає Франсуа Шо.

### Черепашки-ніндзя (2007)
В цьому мультфільмі присутнє камео Шреддера на початку, а також його шолом з першого фільму на полиці у Сплінтера.

### Черепашки Назавжди (2009)
Цей мультфільм є прямим продовженням мультсеріалу 2003-го року.
Шреддер з 87-го випадково переміщає Технодром разом з собою, Кренґом і черепахами в світ мультсеріалу 2003-го року. Старі та нові черепахи об'єднуються і атакують Ороку Сакі, але той швидко тікає на Технодромі, збираючись знайти тутешнього Шреддера. Знайшовши Чрелла, Сакі трохи дивується його зовнішності і характеру, тому вирішує відправити його назад на астероїд. Несподівано з'являється Караі і рятує свого батька. Утром захоплює Технодром і починає його перебудову. Зустрівши мутованого через черепах Хана, він створює цілу армію мутантів, а самого Хана, разом з Бібопом і Рокстеді відправляє зловити панцирних. Всі троє провалюють завдання, але доставляють Шреддеру Сплінтера. Використовуючи пацюка як приманку, Чрелл заманює черепах і за допомогою них знаходить перший всесвіт, в якому з'явилися черепахи. Він збирається вбити своїх ворогів, але їх таємно рятує Караі. Черепахи розуміють, що світи з черепахами руйнуються і відправляються шукати Шреддера. Разом зі своїми двійниками з коміксів Mirage, Сплінтером, Караі, Шреддером з 87-го та Кренґом вони б'ються з велетенським Чреллом і знищують його променем з Технодрому. В кінці Сплінтер говорить, що Шреддер ніколи не зникав на довго.

### Черепашки-ніндзя (2014)
В фільмі Шреддер є лідером клану Фут, який тероризує Нью-Йорк. Після того, як невідомий герой розкидає його Футів, Шреддер наказує взяти заручників у метро, аби виманити незнайомця. План провалюється і Фути програють. Пізніше в фільмі, прийомний син Шреддера Ерік Сакс, повідомляє його, що месники це чотири піддослідні черепахи, над якими працював покійний батько Ейпріл Оніл. В новому костюмі від Сакса, Шреддер і його солдати атакують лігво черепах і захоплюють у полон Сплінтера і його трьох Синів, в той час як Рафаель вважається мертвим. Вчені Сакса викачують мутаген з крові черепах, аби потім продавати його як антидот від токсинів, які Шреддер збирається розпилити над містом. Рафаель зустрічається зі Шреддером в лабораторії і швидко програє. Батько Сакса вже збирається розпилити токсин, як його атакують четверо братів, яких звільнили Раф і Ейпріл. Після довгої битви, Шреддер падає з даху будівлі, на якій вони билися і на нього проливається мутаген.
Спершу Шреддером мусив бути Ерік Сакс, але від цієї ідеї відмовилися. Також була ідея показати Шреддера як «полковника Шрадера», який би виявив, що він жовтошкірий червоноокий прибулець, здатний випускати шипи. Ця ідея була відкинута після того, як Еван Догерті був найнятий, щоб переписати сценарій на початку 2013 року.
У цьому фільмі його грає Тохору Масамуне.

### Черепашки-ніндзя 2: Вихід з Тіні
На початку фільму, Фути на чолі з Бакстером Стокманом визволяють Шреддера з в'язниці. Черепахи намагаються запобігти втечі, але Стокман виконав своє завдання за допомогою пристрою телепортації. Але Шреддер несподівано потрапляє в Вимір-Х і зустрічає там прибульця Кренґа, який дає йому мутаген, в обмін на те, що Шреддер знайде і збере три компоненти, що впустять Кренґа на Землю. В Нью-Йорці Шреддер знаходить двох злочинців — Бібопа та Рокстеді й за допомогою мутагену перетворює їх на антропоморфних кабана і носорога. Шреддер, Бібоп і Рокстеді знаходять компоненти в музеї Нью-Йорка і в джунглях Бразилії. Стокман бажає разом зі Шреддером вирушити на Технодром, але той зраджує його, хоча і самого Шреддера вже скоро зраджує і заморожує Кренґ.
У фільмі його грає Браян Ті.